# 6643 Morikubo
A 6643 Morikubo (ideiglenes jelöléssel 1990 VZ) a Naprendszer kisbolygóövében található aszteroida. Kusida Josio és Muramacu Oszamu fedezte fel 1990. november 7-én.